# The Beauty Shop (film 1922)
The Beauty Shop è un film muto del 1922 diretto da Edward Dillon. La sceneggiatura di Doty Hobart si basa su The Beauty Shop, a Musical Comedy, commedia musicale di Channing Pollock e Rennold Wolf andata in scena in prima a New York il 13 aprile 1914 all'Astor Theatre di Broadway. Nel film, appaiono due attori che avevano recitato il loro ruolo anche a teatro: il protagonista, Raymond Hitchcock, e Larry Wheat. Gli altri interpreti erano Louise Fazenda, il famoso pugile James J. Corbett, le sorelle Madeline e Marion Fairbanks, Montagu Love, Billy B. Van e Diana Allen.

## Trama

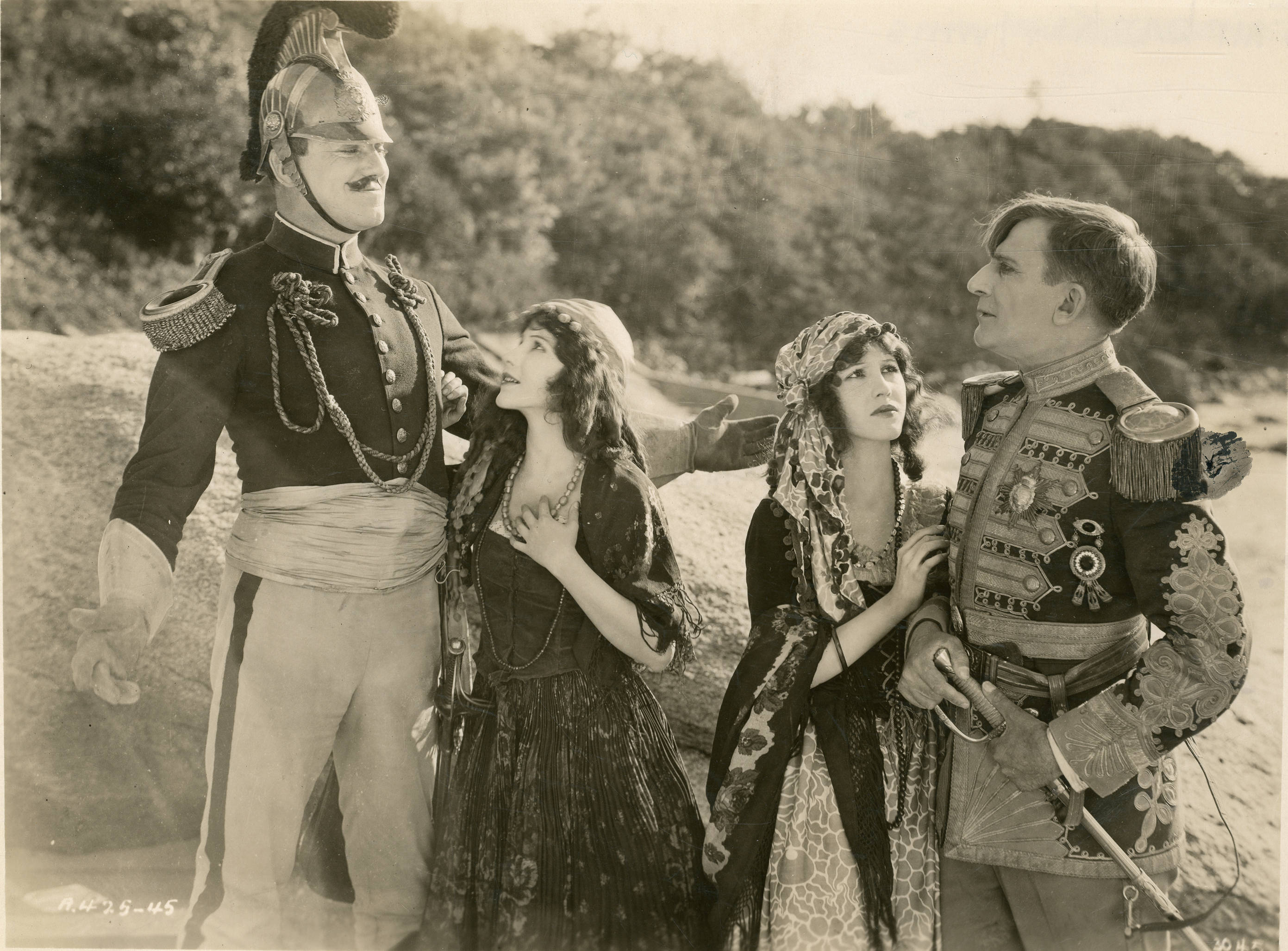
Montagu Love, le sorelle Fairbanks, Raymond Hitchcock

A New York, il dottor Arbutus Budd, un cosmetologo, pur se i suoi affari vanno a gonfie vele, è perseguitato dai creditori. Avendo a disposizione un antico stemma araldico di una dimenticata baronia della Bologna, lo usa come marchio sui suoi prodotti di bellezza. Lo stemma viene riconosciuto dagli abitanti di Bologna, che incaricano il becchino Sobini di riportare a casa il supposto discendente del barone. Convinto di ereditare una fortuna, Budd parte portando con sé Phil Briggs, il suo avvocato, e Ann, la sua pupilla. L'eredità, alla fine, si rivela essere un duello con il malvagio Maldonado. Per di più, una bruttissima ragazza, Cremo Panatella, si innamora di lui, perseguitandolo. Lei, dopo avere usato alcuni dei cosmetici di Budd, non riesce più a toglierli. Budd, innamorato di Cola, una bella ballerina che si esibisce con la sorella Coca, fugge con lei. Ma i due vengono riacchiappati e portati indietro. Rimossa la pasta dal viso di Cremo, la ragazza si rivela incredibilmente bella. Il duello, alla fine, viene annullato e tutta la combriccola riparte, imbarcandosi su una nave che fa rotta alla volta di New York.

## Produzione
Il film, prodotto dalla Cosmopolitan Productions, venne girato negli studi di Long Island.

## Distribuzione
Il copyright del film, richiesto dalla Cosmopolitan Productions, fu registrato il 16 maggio 1922 con il numero LP17909.

Distribuito dalla Paramount Pictures, il film fu presentato in prima a New York il 7 maggio 1922, uscendo nelle sale statunitensi il 14 maggio. La Famous-Lasky Film Service lo distribuì nel Regno Unito (30 giugno 1924) e in Canada. In Francia, con il titolo Charlatan, uscì il 12 settembre 1924.
Non si conoscono copie ancora esistenti della pellicola che viene considerata presumibilmente perduta.